# Stanislav Varga
Stanislav Varga (Lipany, 8 ottobre 1972) è un ex calciatore slovacco, di ruolo difensore.

## Carriera

### Club
Difensore centrale, il Sunderland lo acquista una prima volta dallo Slovan Bratislava in cambio di 1250000 € e una seconda volta dal Celtic nel 2006, dopo averglielo ceduto tre anni prima, per 1650000 €.

### Nazionale
Il 5 febbraio 1997 esordisce in Nazionale contro la Costa Rica (2-2) e disputa il suo primo incontro da capitano il 9 giugno 1999 contro l'Ungheria (0-1). Gioca altri 18 incontri da capitano, non venendo più chiamato in Nazionale dal 2006.

## Allenatore
Inizia la carriera da allenatore nel 2014, sulla panchina del 1. FC Tatran Prešov. Nel Settembre del 2018 si siede sulla panchina del Futbalový Klub Dukla Banská Bystrica.

## Statistiche

### Cronologia presenze e reti in nazionale
| Cronologia completa delle presenze e delle reti in nazionale ― Slovacchia | Cronologia completa delle presenze e delle reti in nazionale ― Slovacchia | Cronologia completa delle presenze e delle reti in nazionale ― Slovacchia | Cronologia completa delle presenze e delle reti in nazionale ― Slovacchia | Cronologia completa delle presenze e delle reti in nazionale ― Slovacchia | Cronologia completa delle presenze e delle reti in nazionale ― Slovacchia | Cronologia completa delle presenze e delle reti in nazionale ― Slovacchia | Cronologia completa delle presenze e delle reti in nazionale ― Slovacchia |
| Data                                                                      | Città                                                                     | In casa                                                                   | Risultato                                                                 | Ospiti                                                                    | Competizione                                                              | Reti                                                                      | Note                                                                      |
| ------------------------------------------------------------------------- | ------------------------------------------------------------------------- | ------------------------------------------------------------------------- | ------------------------------------------------------------------------- | ------------------------------------------------------------------------- | ------------------------------------------------------------------------- | ------------------------------------------------------------------------- | ------------------------------------------------------------------------- |
| 5-2-1997                                                                  | Alajuela                                                                  | Costa Rica                                                                | 2 – 2                                                                     | Slovacchia                                                                | Amichevole                                                                | -                                                                         | 60’                                                                       |
| 11-3-1997                                                                 | Sofia                                                                     | Bulgaria                                                                  | 0 – 1                                                                     | Slovacchia                                                                | Amichevole                                                                | -                                                                         | 88’                                                                       |
| 7-2-1998                                                                  | Limassol                                                                  | Islanda                                                                   | 1 – 2                                                                     | Slovacchia                                                                | Amichevole                                                                | -                                                                         |                                                                           |
| 9-2-1998                                                                  | Larnaca                                                                   | Finlandia                                                                 | 0 – 2                                                                     | Slovacchia                                                                | Amichevole                                                                | -                                                                         | 46’                                                                       |
| 15-4-1998                                                                 | Bratislava                                                                | Slovacchia                                                                | 0 – 0                                                                     | Corea del Sud                                                             | Amichevole                                                                | -                                                                         | 56’                                                                       |
| 29-5-1998                                                                 | Pola                                                                      | Croazia                                                                   | 1 – 2                                                                     | Slovacchia                                                                | Amichevole                                                                | -                                                                         |                                                                           |
| 19-8-1998                                                                 | Košice                                                                    | Slovacchia                                                                | 0 – 0                                                                     | Finlandia                                                                 | Amichevole                                                                | -                                                                         |                                                                           |
| 5-9-1998                                                                  | Košice                                                                    | Slovacchia                                                                | 3 – 0                                                                     | Azerbaigian                                                               | Qual. Euro 2000                                                           | -                                                                         |                                                                           |
| 14-10-1998                                                                | Vaduz                                                                     | Liechtenstein                                                             | 0 – 4                                                                     | Slovacchia                                                                | Qual. Euro 2000                                                           | -                                                                         | 65’                                                                       |
| 14-10-1998                                                                | Bratislava                                                                | Slovacchia                                                                | 0 – 3                                                                     | Portogallo                                                                | Qual. Euro 2000                                                           | -                                                                         | 48’                                                                       |
| 10-11-1998                                                                | Bratislava                                                                | Slovacchia                                                                | 1 – 3                                                                     | Polonia                                                                   | Amichevole                                                                | -                                                                         |                                                                           |
| 3-3-1999                                                                  | Stara Zagora                                                              | Bulgaria                                                                  | 2 – 0                                                                     | Slovacchia                                                                | Amichevole                                                                | -                                                                         |                                                                           |
| 27-3-1999                                                                 | Bucarest                                                                  | Romania                                                                   | 0 – 0                                                                     | Slovacchia                                                                | Qual. Euro 2000                                                           | -                                                                         |                                                                           |
| 31-3-1999                                                                 | Bratislava                                                                | Slovacchia                                                                | 0 – 0                                                                     | Ungheria                                                                  | Qual. Euro 2000                                                           | -                                                                         |                                                                           |
| 5-6-1999                                                                  | Lisbona                                                                   | Portogallo                                                                | 1 – 0                                                                     | Slovacchia                                                                | Qual. Euro 2000                                                           | -                                                                         | cap.                                                                      |
| 9-6-1999                                                                  | Győr                                                                      | Ungheria                                                                  | 0 – 1                                                                     | Slovacchia                                                                | Qual. Euro 2000                                                           | -                                                                         |                                                                           |
| 18-8-1999                                                                 | Bratislava                                                                | Slovacchia                                                                | 1 – 0                                                                     | Israele                                                                   | Amichevole                                                                | -                                                                         |                                                                           |
| 4-9-1999                                                                  | Bratislava                                                                | Slovacchia                                                                | 1 – 5                                                                     | Romania                                                                   | Qual. Euro 2000                                                           | -                                                                         | cap.                                                                      |
| 8-9-1999                                                                  | Dubnica nad Váhom                                                         | Slovacchia                                                                | 2 – 0                                                                     | Liechtenstein                                                             | Qual. Euro 2000                                                           | -                                                                         | cap.                                                                      |
| 9-10-1999                                                                 | Baku                                                                      | Azerbaigian                                                               | 0 – 1                                                                     | Slovacchia                                                                | Qual. Euro 2000                                                           | -                                                                         | cap. 77’                                                                  |
| 19-11-1999                                                                | Bogotà                                                                    | Colombia                                                                  | 1 – 0                                                                     | Slovacchia                                                                | Amichevole                                                                | -                                                                         |                                                                           |
| 24-11-1999                                                                | Città del Guatemala                                                       | Guatemala                                                                 | 0 – 1                                                                     | Slovacchia                                                                | Amichevole                                                                | -                                                                         |                                                                           |
| 25-11-1999                                                                | Alajuela                                                                  | Costa Rica                                                                | 4 – 0                                                                     | Slovacchia                                                                | Amichevole                                                                | -                                                                         |                                                                           |
| 24-5-2000                                                                 | Nitra                                                                     | Slovacchia                                                                | 1 – 1                                                                     | Arabia Saudita                                                            | Amichevole                                                                | -                                                                         |                                                                           |
| 27-5-2000                                                                 | Oslo                                                                      | Norvegia                                                                  | 2 – 0                                                                     | Slovacchia                                                                | Amichevole                                                                | -                                                                         |                                                                           |
| 31-5-2000                                                                 | Mosca                                                                     | Russia                                                                    | 1 – 1                                                                     | Slovacchia                                                                | Amichevole                                                                | -                                                                         | cap.                                                                      |
| 11-6-2000                                                                 | Sendai                                                                    | Giappone                                                                  | 1 – 1                                                                     | Slovacchia                                                                | Amichevole                                                                | -                                                                         |                                                                           |
| 14-6-2000                                                                 | Tosu                                                                      | Slovacchia                                                                | 2 – 0                                                                     | Bolivia                                                                   | Amichevole                                                                | -                                                                         |                                                                           |
| 16-8-2000                                                                 | Bratislava                                                                | Slovacchia                                                                | 1 – 1                                                                     | Croazia                                                                   | Amichevole                                                                | -                                                                         | cap.                                                                      |
| 15-11-2000                                                                | Rodi                                                                      | Grecia                                                                    | 0 – 2                                                                     | Slovacchia                                                                | Amichevole                                                                | -                                                                         |                                                                           |
| 24-3-2001                                                                 | Istanbul                                                                  | Turchia                                                                   | 1 – 1                                                                     | Slovacchia                                                                | Qual. Mondiali 2002                                                       | -                                                                         | cap.                                                                      |
| 28-3-2001                                                                 | Trnava                                                                    | Slovacchia                                                                | 3 – 1                                                                     | Azerbaigian                                                               | Qual. Mondiali 2002                                                       | -                                                                         | cap.                                                                      |
| 25-4-2001                                                                 | Ploiești                                                                  | Romania                                                                   | 2 – 0                                                                     | Slovacchia                                                                | Amichevole                                                                | -                                                                         | cap.                                                                      |
| 29-5-2001                                                                 | Brema                                                                     | Germania                                                                  | 2 – 0                                                                     | Slovacchia                                                                | Amichevole                                                                | -                                                                         | cap.                                                                      |
| 2-6-2001                                                                  | Stoccolma                                                                 | Svezia                                                                    | 2 – 0                                                                     | Slovacchia                                                                | Qual. Mondiali 2002                                                       | -                                                                         | cap.                                                                      |
| 6-6-2001                                                                  | Baku                                                                      | Azerbaigian                                                               | 2 – 0                                                                     | Slovacchia                                                                | Qual. Mondiali 2002                                                       | -                                                                         | cap.                                                                      |
| 1-9-2001                                                                  | Bratislava                                                                | Slovacchia                                                                | 0 – 1                                                                     | Turchia                                                                   | Qual. Mondiali 2002                                                       | -                                                                         |                                                                           |
| 5-9-2001                                                                  | Trenčín                                                                   | Slovacchia                                                                | 4 – 2                                                                     | Moldavia                                                                  | Qual. Mondiali 2002                                                       | -                                                                         | 8’                                                                        |
| 7-10-2001                                                                 | Skopje                                                                    | Macedonia                                                                 | 0 – 5                                                                     | Slovacchia                                                                | Qual. Mondiali 2002                                                       | -                                                                         |                                                                           |
| 11-10-2003                                                                | Vaduz                                                                     | Liechtenstein                                                             | 0 – 2                                                                     | Slovacchia                                                                | Qual. Euro 2004                                                           | -                                                                         |                                                                           |
| 31-3-2004                                                                 | Bratislava                                                                | Slovacchia                                                                | 1 – 1                                                                     | Austria                                                                   | Amichevole                                                                | -                                                                         | cap. 88’                                                                  |
| 28-4-2004                                                                 | Kiev                                                                      | Ucraina                                                                   | 1 – 1                                                                     | Slovacchia                                                                | Amichevole                                                                | 1                                                                         | cap.                                                                      |
| 29-5-2004                                                                 | Fiume                                                                     | Croazia                                                                   | 1 – 0                                                                     | Slovacchia                                                                | Amichevole                                                                | -                                                                         | cap.                                                                      |
| 18-8-2004                                                                 | Bratislava                                                                | Slovacchia                                                                | 3 – 1                                                                     | Lussemburgo                                                               | Qual. Mondiali 2006                                                       | -                                                                         | cap. 41’                                                                  |
| 4-9-2004                                                                  | Mosca                                                                     | Russia                                                                    | 1 – 1                                                                     | Slovacchia                                                                | Qual. Mondiali 2006                                                       | -                                                                         | cap. 52’                                                                  |
| 9-10-2004                                                                 | Bratislava                                                                | Slovacchia                                                                | 4 – 1                                                                     | Lettonia                                                                  | Qual. Mondiali 2006                                                       | -                                                                         | cap.                                                                      |
| 9-2-2005                                                                  | Larnaca                                                                   | Slovacchia                                                                | 2 – 2                                                                     | Romania                                                                   | Amichevole                                                                | -                                                                         | 60’                                                                       |
| 26-3-2005                                                                 | Tallinn                                                                   | Estonia                                                                   | 1 – 2                                                                     | Slovacchia                                                                | Qual. Mondiali 2006                                                       | -                                                                         | cap.                                                                      |
| 30-3-2005                                                                 | Bratislava                                                                | Slovacchia                                                                | 1 – 1                                                                     | Portogallo                                                                | Qual. Mondiali 2006                                                       | -                                                                         | cap.                                                                      |
| 4-6-2005                                                                  | Lisbona                                                                   | Portogallo                                                                | 2 – 0                                                                     | Slovacchia                                                                | Qual. Mondiali 2006                                                       | -                                                                         | cap.                                                                      |
| 8-6-2005                                                                  | Lussemburgo                                                               | Lussemburgo                                                               | 0 – 4                                                                     | Slovacchia                                                                | Qual. Mondiali 2006                                                       | -                                                                         | cap.                                                                      |
| 7-9-2005                                                                  | Riga                                                                      | Lettonia                                                                  | 1 – 1                                                                     | Slovacchia                                                                | Qual. Mondiali 2006                                                       | -                                                                         | 86’                                                                       |
| 7-10-2006                                                                 | Cardiff                                                                   | Galles                                                                    | 1 – 5                                                                     | Slovacchia                                                                | Qual. Euro 2008                                                           | -                                                                         |                                                                           |
| 11-10-2006                                                                | Bratislava                                                                | Slovacchia                                                                | 1 – 4                                                                     | Germania                                                                  | Qual. Euro 2008                                                           | 1                                                                         |                                                                           |
| Totale                                                                    |                                                                           | Presenze                                                                  | 54                                                                        |                                                                           | Reti                                                                      | 2                                                                         |                                                                           |

## Palmarès

### Club

#### Competizioni nazionali
- Campionato slovacco: 1

Slovan Bratislava: 1998-1999
- Coppa di Slovacchia: 1

Slovan Bratislava: 1998-1999
- Supercoppa di Slovacchia: 1

Slovan Bratislava: 1999
- Campionato scozzese: 2

Celtic: 2003-2004, 2005-2006
- Coppa di Scozia: 2

Celtic: 2003-2004, 2004-2005
- Scottish League Cup: 1

Celtic: 2005-2006